# Frakcja Czerwonej Armii

Logo organizacji

Frakcja Czerwonej Armii (zwana też Grupą Baader-Meinhof, niem. Rote Armee Fraktion, w skrócie RAF) – lewicowa organizacja terrorystyczna działająca w Niemczech Zachodnich, a następnie zjednoczonych Niemczech.

## Geneza
Twórcami i ikonami RAF-u byli Andreas Baader i Ulrike Meinhof. Obydwoje od początku lat 60. zaangażowani byli w działalność zachodnioniemieckiej skrajnej lewicy. Baader był członkiem kontrkultury, Meinhof natomiast dziennikarką studenckiego pisma „Konkret”. Ich działalność przypadła na okres prężnego działania ruchu studenckiego i protestów przeciwko wojnie wietnamskiej.
Momentem największej radykalizacji niemieckiej młodzieży był 1967 r. 2 czerwca tego roku miejsce miały burzliwe protesty młodzieży przeciwko wizycie w Berlinie Zachodnim szacha Iranu Mohammada Reza Pahlawiego. Protest przebiegał pokojowo, niemniej jednak wznoszono obraźliwe względem szacha hasła. Sprowokowało to towarzyszących monarsze irańskich agentów, którzy zaczęli bić demonstrantów. Manifestacja przerodziła się w starcia manifestantów i pracowników irańskiej służby bezpieczeństwa. Irańczycy wsparci zostali przez berlińską policję. Po rozproszeniu demonstracji policja ruszyła w pościg za uciekającymi manifestantami. Jedna z grup funkcjonariuszy ujęła 26-letniego studenta Bennona Ohnesorga, aktywista został zabity przez jednego z policjantów strzałem w głowę. W szpitalu próbowano zatuszować sprawę, ranę zaszyto, a jako przyczynę śmierci podano złamanie podstawy czaszki. Zabójstwo wstrząsnęło lewicową młodzieżą Niemiec Zachodnich. Co prawda doszło do procesu policjanta, Karl-Heinza Kurrasa, został on jednak oczyszczony z zarzutów. Rok później w Berlinie doszło do kolejnego incydentu wymierzonego w lewicowców. W kwietniu 1968 roku Rudi Dutschke został postrzelony przez prawicowca Josefa Bachmanna. Sprawca motywował atak antykomunizmem.
Zamach Bachmanna miał miejsce po kampanii propagandowej tabloidu „Bild” wymierzonej w Dutschkego. Lewicowemu aktywiście zarzucono między innymi chęć wywołania w Niemczech Zachodnich wojny domowej i zaprowadzenia komunizmu. Kampania opierała się na pomówieniach i kłamstwach. Dutschke przeżył zamach, jednak podupadł na zdrowiu na tyle, że w 1979 roku zmarł na skutek odniesionych obrażeń. Bachmann został ujęty przez policję, która znalazła w jego kieszeni wycinki z „Bildu” z artykułami wymierzonymi w Dutschkego. Atak wywołał falę demonstracji lewicowej młodzieży. Największe manifestacje odbyły się pod siedzibą koncernu „Axel Springer AG” (właściciel „Bilda”), gdzie doszło do bitwy ulicznej z policją.

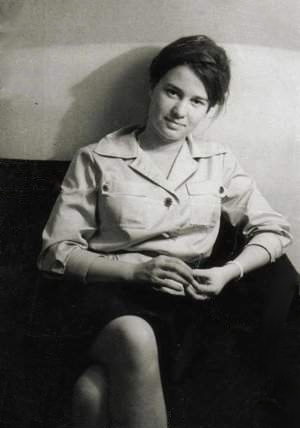
Ulrike Meinhof w 1964 roku

Wydarzenia z Berlina skłoniły najbardziej radykalnych aktywistów do rozpoczęcia walki zbrojnej. W latach 1967–1968 w ultralewicowej Opozycji Pozaparlamentarnej (APO) doszło do podziału na zwolenników „czarnej linii” (walki zbrojnej) i „czerwonej linii” (działań politycznych). Na początku 1969 r. w Monachium została utworzona pierwsza grupa terrorystyczna – Akcja Front Południowy pod wodzą Fritza Teufela.
Do podziemia zeszła również grupa skupiona wokół Andreasa Baadera i Gudrun Ensslin. Jeszcze przed zamachem Bachmanna, 2 kwietnia 1968 roku lewicowi bojówkarze podłożyli ogień pod dwa domy towarowe we Frankfurcie nad Menem. Sprawcami podpaleń byli Baader, Ensslin, Thorwald Proll i Horst Söhnlein. Straty były niewielkie, a sprawcy zostali zatrzymani trzy dni po atakach. Ensslin na procesie zeznała, że domy handlowe podpalono, aby zwrócić uwagę opinii publicznej na wojnę wietnamską. Adwokatem ekstremistów był Horst Mahler, który również znany był ze skrajnie lewicowych poglądów. Całą czwórkę skazano na trzy lata pozbawienia wolności. Po wniesieniu rewizji do Federalnego Trybunału Sprawiedliwości, lewicowcy zostali zwolnieni z aresztu. Po odrzuceniu rewizji Baader i Ensslin postanowili się ukrywać. Korzystając z pomocy Mahlera, założyli organizację partyzantki miejskiej. Inspiracje czerpali z doktryny guevaryzmu i pism Carlosa Marighella. W kwietniu 1970 roku Baader przypadkowo trafił w ręce policji. Ensslin poznała w tym czasie Meinhof, którą zwerbowała do bojówki.
Członkowie grupy postanowili odbić Baadera z więzienia. Meinhof nawiązała z nim kontakt pod pretekstem pomocy w pisaniu książki o wychowankach domów dziecka. Akcję odbicia Baadera zorganizowano 14 maja 1970 roku. Data ta uważana jest za pierwszą akcję Frakcji Czerwonej Armii. Baader odbity został w trakcie spotkania zaaranżowanego w bibliotece w Berlińskim Instytucie Spraw Społecznych. Do budynku wtargnęli uzbrojeni napastnicy, ciężko raniąc przebywającego tam policjanta. Tego samego dnia organizacja oficjalnie przyjęła nazwę Frakcja Czerwonej Armii.

## „Pierwsza generacja”
W czerwcu 1970 roku przywódcy ugrupowania wyjechali z Niemiec i udali się na Bliski Wschód. Dzięki studenckim powiązaniom nawiązali kontakt z Organizacją Wyzwolenia Palestyny. Najpierw trafili do Syrii, skąd w towarzystwie członków al-Fatahu trafili do obozu szkoleniowego fedainów w Jordanii. Niemcy przeszli szkolenia pod okiem doświadczonego palestyńskiego bojownika Abu Hassana. Terroryści nauczyli się obsługi pistoletów i karabinów maszynowych oraz granatów. Niemcy opuścili obóz w październiku tego samego roku, co poprzedziła seria nieporozumień kulturowych pomiędzy nimi a gospodarzami.
Członkowie RAF-u początkowo zaangażowali się w działalność czysto kryminalną. Aktywiści odpowiedzialni byli za kradzieże samochodów, napady rabunkowe czy włamania do urzędów państwowych w celu uzyskania blankietów dokumentów. 29 października 1970 roku bojownicy przeprowadzili skoordynowane napady na trzy banki, a 15 stycznia 1971 roku obrabowali kolejne dwa obiekty. Przestępcy skradli łącznie 310 tysięcy marek. Wkrótce terroryści podjęli się zamachów bombowych i podpaleń.
W kwietniu 1971 roku ukazał się manifest programowy RAF-u zatytułowany „Koncepcja miejskiej partyzantki”.
W maju 1971 roku policja zatrzymała Astrid Proll, członkinię RAF-u. W lecie tegoż roku rozpoczęła się regularna obława na RAF, w której uczestniczyło blisko 3 tysięcy policjantów. 15 lipca 1971 roku funkcjonariusze zatrzymali samochód marki BMW, którym poruszała się dwójka poszukiwanych członków RAF: Werner Hoppe i Petra Schelm. Terroryści salwowali się ucieczką, Hoppe został ujęty przez funkcjonariuszy, podczas gdy Schelm otworzyła do policjantów ogień. W strzelaninie terrorystka została śmiertelnie postrzelona w głowę.
Jesienią 1971 roku zachodnioniemieckie władze rozpoczęły gruntowną modernizację oddziałów policji do zwalczania terroryzmu. Do dyspozycji policji oddano najnowocześniejszy sprzęt informatyczny. W komputerach gromadzono informacje o osobach „podejrzanych” o „proterrorystyczne” sympatie – na liście znalazło się ponad 7 milionów nazwisk. Szeroko zakrojona akcja poszukiwań terrorystów przybrała formę histerii. Podejrzanych o sympatyzowanie z RAF traktowano niekiedy w bezwzględny sposób, częste były pobicia i szantażowanie podejrzanych. Na przykład jednej z podejrzanych kobiet zagrożono oddaniem dziecka do domu dziecka, jeśli ta nie zacznie zeznawać. W areszcie zginęła współpracowniczka grupy, której celowo odmawiano leczenia guza mózgu. W trakcie poszukiwań policjanci zabili dwie przypadkowe osoby, które wyglądem przypominały znanych terrorystów.
W listopadzie 1971 roku w trakcie kontroli radykałowie zabili funkcjonariusza policji.

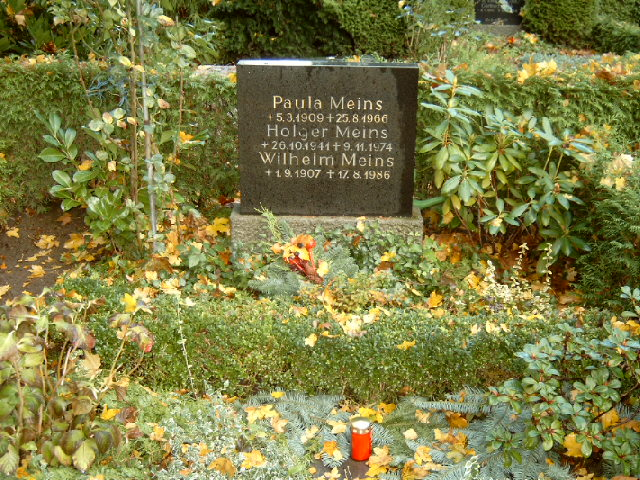
Grób Holgera Meinsa w Hamburgu

11 maja 1972 roku miejsce miał pierwszy poważniejszy atak RAF-u. Lewicowi ekstremiści podłożyli bombę pod kasynem oficerskim przy V Korpusie Armii Stanów Zjednoczonych we Frankfurcie nad Menem. W eksplozji zginął podpułkownik Paul Bloomquist, a rannych zostało 13 innych osób. Zamach przeprowadziło komando imienia Petry Schelm. Grupa ogłosiła, że akcja była odwetem za zaminowanie przez Stany Zjednoczone portów w Wietnamie Północnym. Bojówkarze rozpoczęli też polowanie na dyrektorów policji i sędziów wydających wyroki na lewicowych radykałów. 12 maja tegoż roku terroryści zdetonowali ładunki wybuchowe w budynku policji w Augsburgu, rannych zostało pięciu funkcjonariuszy. Jeszcze tego samego dnia terroryści zdetonowali bombę na parkingu budynku monachijskiej policji, obyło się bez strat w ludziach. 15 maja 1972 roku bojówkarze umieścili bombę w samochodzie należącym do sędziego federalnego Wolfganga Buddenberga, w jej wybuchu ranna została małżonka sędziego. 19 maja 1972 roku ekstremiści zaatakowali budynek koncernu „Spiegel” w Hamburgu. Przed wybuchem bomb umieszczonych w toaletach budynku terroryści poinformowali telefonicznie o tym, że w niedługim czasie nastąpi eksplozja, pracownicy uznali alarm za żart. W zamachu rannych zostało 36 osób. Atak miał być karą za proamerykański kurs wydawnictw należących do koncernu. Do zamachu w Hamburgu przyznało się komando RAF-u imienia Bennona Ohnesorga. Ostatni zamach tej serii miał miejsce 24 maja 1972 roku. Tym razem celem terrorystów była Główna Kwatera Wojsk USA w Heidelbergu. W zamachu bombowym trzech żołnierzy zginęło, a pięciu zostało rannych. Do przeprowadzenia operacji przyznało się komando 15 Lipca.
Reakcją policji na ataki była największa akcja policji w dotychczasowej historii Niemiec. Od 1 do 7 lipca 1972 roku ujęta została większość przywódców organizacji, w tym Baader, Ensslin, Meinhof, Holger Meins i Jan-Carl Raspe. Liderzy RAF-u zostali oskarżeni o zabójstwa i skazani na kary dożywotniego pozbawienia wolności. Początkowo więźniów osadzono w kilku zakładach karnych, następnie wszyscy zostali przeniesieni do więzienia w Stammheim. Wobec terrorystów zastosowano zaostrzone środki bezpieczeństwa i niemal pełną izolację. Narzekając na izolację i domagając się przyznania statusu jeńców wojennych, aktywiści trzykrotnie podjęli się strajku głodowego. 9 listopada 1974 roku w następstwie protestu zmarł Meins. Zgon wywołał protesty ze strony radykalnej lewicy. 10 listopada 1974 roku w odwecie za śmierć Meinsa zabity został Günter von Drenkmann, przewodniczący sądu w Berlinie Zachodnim. Mordercami byli anarchiści z Ruchu 2 Czerwca.
Śmierć głodowa Meinsa przyczyniła się do rozluźnienia rygoru izolacji, jakim objęci byli więźniowie z RAF. Umożliwiło to kontakty osadzonych więźniów i przebywających na wolności terrorystów. Pośrednikami w relacji byli adwokaci terrorystów: Horst Mahler i Klaus Croissant.

## „Druga generacja”

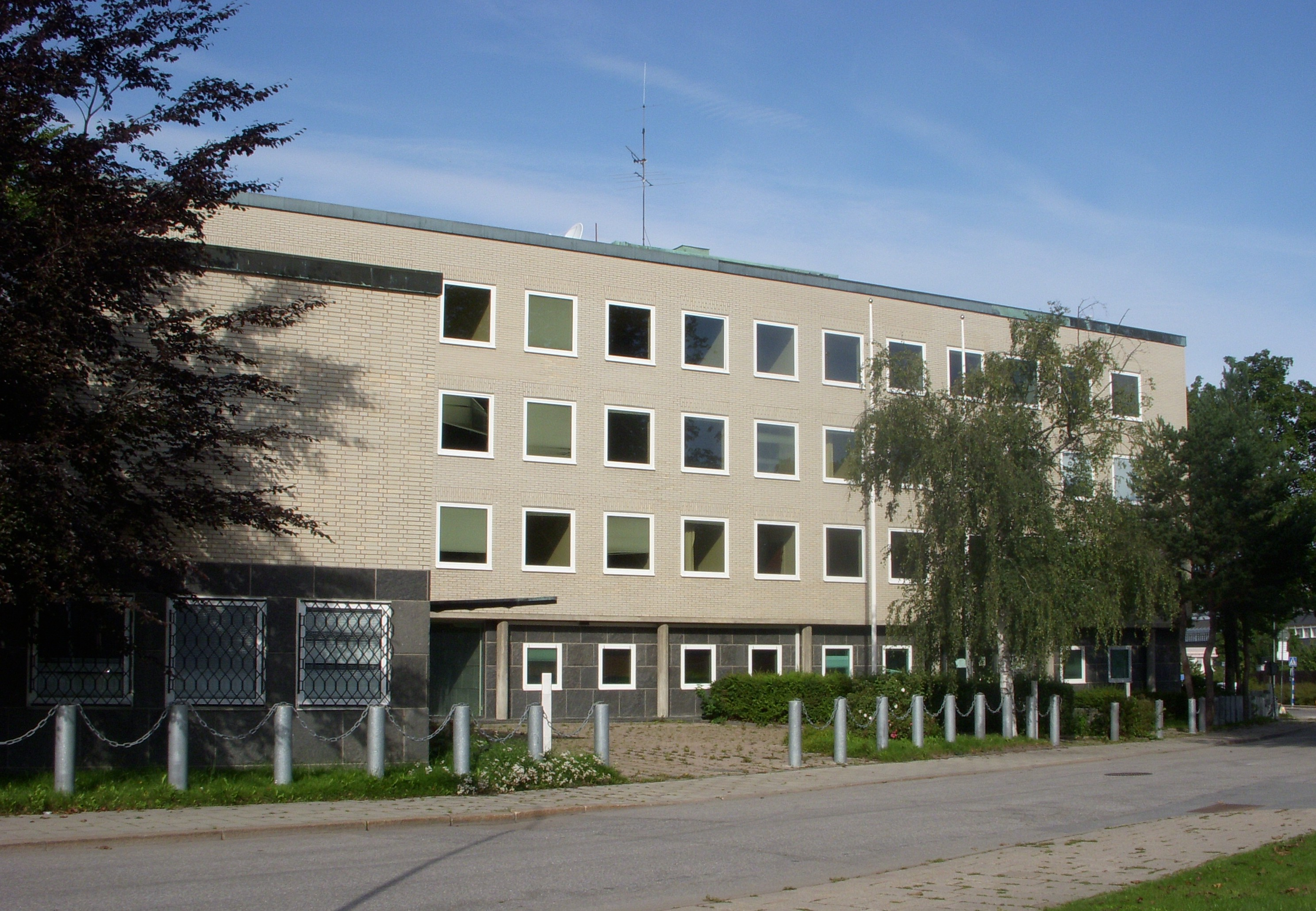
Budynek ambasady niemieckiej w Sztokholmie

Walka przeciwko RFN nie zakończyła się z eliminacją przywódców RAF-u, wręcz przeciwnie, dopiero później doszło do eskalacji konfliktu. Głównym celem terrorystów, którzy pozostali na wolności, było wywalczenie wolności dla więzionych liderów. 24 kwietnia 1975 roku komando Holger Meins zajęło ambasadę RFN w Sztokholmie. Napastnicy wzięli jako zakładników dwunastoosobowy personel ambasady i zażądali uwolnienia 26 aktywistów RAF-u. Budynek został otoczony przez szwedzką policję. Terroryści nakazali funkcjonariuszom wycofanie się z terenu wokół ambasady. Wobec braku reakcji policji, bojownicy zamordowali jednego z zakładników. Ofiarą był attaché wojskowy Andreas Baron von Mirbach. Kiedy do napastników nadeszła informacja o tym, że władze RFN odmówiły przyjęcia ich żądań, zabili oni kolejnego zakładnika, był nim referent gospodarczy Heinz Hillegaart. Policja szwedzka przystąpiła do zbrojnego odbicia zakładników. Chwilę przed szturmem terroryści odpalili w budynku ładunki wybuchowe. Większość zakładników uległa poparzeniu. Dwóch napastników zginęło. Ulrich Wessel zginął na miejscu, ciężko ranny Siegfried Hausner został pośpiesznie przewieziony do Niemiec, gdzie zmarł. Okazało się, że detonacja bomby w ambasadzie, była pomyłką.
W nocy z 8 na 9 maja 1976 roku Meinhof popełniła samobójstwo. Pogrzeb terrorystki przyciągnął cztery tysiące osób i przerodził się w wiec poparcia dla RAF-u. W tym czasie struktury RAF prowadzone były przez Siegfrieda Haaga i Rolanda Mayera (tzw. Grupa Haag-Mayer). Grupa dalej domagała się zwolnienia liderów „pierwszego pokolenia” RAF. 1 czerwca 1976 roku członkowie Grupy Haag-Mayer przeprowadzili atak bombowy na kwaterę wojsk USA we Frankfurcie nad Menem, w zamachu rannych zostało 16 osób. Wkrótce po tym Haag i Mayer zostali aresztowani w wyniku kontroli drogowej.
7 lutego 1977 roku z więzienia zwolniono terrorystkę Brigitte Mohnhaupt. W więzieniu została ona namaszczona na nowego przywódcę RAF-u. Aktywistka zeszła do podziemia i rozpoczęła przygotowania do kolejnych aktów terroru. 7 kwietnia 1977 roku terroryści zastrzelili prokuratora generalnego Siegfrieda Bubacka. Wraz z prokuratorem zginął jego kierowca i policjant. Atak przeprowadził oddział Holger Meins. 30 lipca 1977 roku radykałowie usiłowali porwać prezesa zarządu Dresdner Banku Jürgena Ponto z jego własnego domu. Prezes wdał się z napastnikami w szamotaninę, w której trakcie został zastrzelony.

### „Niemiecka Jesień”
5 września 1977 roku komando Siegfried Hausner uprowadziło prezydenta Niemieckiego Związku Pracodawców Hannsa Martina Schleyera. Kierowca i trójka ochroniarzy Schleyera zostali zabici. Terroryści zażądali uwolnienia 11 członków RAF. Rząd zdecydował się nie ulec presji i grał na zwłokę.
Jako wsparcie dla RAF czteroosobowa grupa terrorystów Ludowego Frontu Wyzwolenia Palestyny uprowadziła lecący z Majorki do Frankfurtu samolot Lufthansy „Landshut”. Do porwania doszło 13 października 1977 roku. Palestyńczycy zmusili pilotów do lądowania w somalijskim Mogadiszu i wzięli 86 zakładników. W trakcie międzylądowania w Adenie terroryści zabili pilota Jürgena Schumanna. Został on zastrzelony po tym, gdy z niejasnych powodów opuścił samolot na blisko godzinę. Celem terrorystów było uwolnienie członków RAF. Oprócz tego napastnicy dorzucili do tego kolejne żądania: wypuszczenia dwóch Palestyńczyków więzionych w Turcji oraz zapłaty 15 milionów dolarów okupu. Władze Niemiec Zachodnich przekonały prezydenta Mohammeda Siad Barre do zezwolenia na przeprowadzenie przez niemieckie służby operacji antyterrorystycznej na terenie Somalii – w zamian RFN obiecał Somalijczykom pomoc gospodarczą i szkolenia policji. Do operacji przeciwko porywaczom skierowano antyterrorystyczną formację GSG 9. W nocy z 17 na 18 października 1977 roku komandosi zaatakowali Palestyńczyków. Funkcjonariusze uwolnili wszystkich zakładników i zabili trzech napastników, starcie przeżyła tylko jedna terrorystka.
Po odbiciu samolotu Baader, Ensslin i Jan-Carl Raspe odebrali sobie życie, Irmgard Möller jako jedyna przeżyła próbę samobójczą.
19 października 1977 roku Schleyer został zamordowany. Jego ciało odnaleziono w bagażniku samochodu w Alzacji, przy czym przed śmiercią był torturowany.
Porwanie samolotu Lufthansy, okazało się dla RAF katastrofalnym błędem wizerunkowym, w efekcie organizacja utraciła większość zwolenników.
Ostatnie akcje „drugiego pokolenia” miały miejsce w 1981 roku. 31 sierpnia 1981 roku terroryści zdetonowali bombę w bazie wojskowej USA w Ramstein. 15 września 1981 roku ekstremiści usiłowali porwać generała Fredericka Kroesena. Kres działalności „drugiego pokolenia” nastał w listopadzie 1982 roku, kiedy w ręce antyterrorystów wpadli Christian Klar i Mohnhaupt.

## „Trzecie pokolenie”
„Trzecie pokolenie” RAF-u składało się z pozostałości po „drugiej generacji” i nowych członków wywodzących się z mniejszych grup lewicowych radykałów. Jądro „trzeciego pokolenia” szacowano na 15–20 osób. Celem grupy w tym okresie była walka z tzw. kompleksem militarno-przemysłowym i wywalczenie lepszych warunków dla więźniów z RAF-u. Sygnałem do rozpoczęcia działalności bojowej przez trzecie pokolenie było ogłoszenie strajku głodowego przez osadzonych terrorystów. 5 stycznia 1985 roku członkowie RAF-u i francuskiej Akcji Bezpośredniej zamordowali generała René Audrana. Bojownicy RAF-u uczestniczący w akcji należeli do komanda Elisabeth Van Dyck. 1 lutego 1985 roku aktywiści RAF-u zabili Ernsta Zimmermana, szefa firmy zbrojeniowej MTU z Monachium. Morderstwa dokonało komando Patsy O'Hara. 8 sierpnia 1985 roku terroryści zamordowali amerykańskiego żołnierza w Wiesbaden, uzyskując tym samym przepustkę do bazy wojskowej nieopodal Frankfurtu nad Menem. Członkowie RAF i Akcji Bezpośredniej podłożyli i zdetonowali w bazie wojskowej ładunek wybuchowy. W zamachu zginęły dwie osoby, a 23 zostały ranne. 9 lipca 1986 roku ofiarą RAF-u padł Karl Heinz Beckurts, członek zarządu Siemensa oraz jego kierowca. 10 października 1986 roku bojownicy zabili pracownika zachodnioniemieckiego MSZ, Gerolda von Braunmühla.
W sierpniu 1986 i na początku 1988 roku w akcjach policji ujętych zostało kilku członków „trzeciej generacji” odpowiedzialnych za zabójstwa i zamachy bombowe. W tym czasie grupa była nieaktywna. Do akcji terrorystycznych powróciła na jesieni 1988 roku, kiedy to zorganizowała nieudany zamach na Hansa Tietmeyera, sekretarza stanu w ministerstwie gospodarki. 30 listopada 1989 roku w Bad Homburg zastrzelony został Alfred Herrhausen, członek zarządu Deutsche Bank. Rok później nie powiodła się próba zabójstwa Hansa Neusela z ministerstwa spraw wewnętrznych, urzędnik został jedynie lekko rany. 1 kwietnia 1991 roku w Düsseldorfie zastrzelony został Detlev Rohwedder, prezes Urzędu Powierniczego.
10 kwietnia 1992 roku RAF ogłosiła wstrzymanie działalności bojowej przeciwko ludziom. Terroryści dotrzymali danego słowa. W marcu 1993 roku lewicowi ekstremiści zdetonowali bombę na placu budowy więzienia w Weiterstadt. Straty wyniosły 123 miliony marek.
27 czerwca 1993 roku GSG 9 i Bundeskriminalamt urządziły obławę na dwójkę członków RAF-u na stacji kolejowej w Bad Kleinen. Brigid Hogefeld poddała się i została zatrzymana, Wolfgang Grams otworzył ogień do funkcjonariuszy i zabił jednego z komandosów GSG 9, następnie ciężko ranny popełnił samobójstwo strzałem w głowę.
20 kwietnia 1998 roku formacja ogłosiła samorozwiązanie.

## Bilans działalności
W kampanii terrorystycznej zabiła łącznie 34 osoby i raniła kilkaset innych. W trakcie kampanii zginęło także 20 bojowników RAF-u.

## Liczebność
Liczba członków RAF-u kształtowała się w następujący sposób:
- czerwiec 1970: około 20[7]
- kwiecień 1971: około 50[7]
- pod koniec 1974 roku rząd RFN poszukiwał 300 osób podejrzanych o członkostwo w RAF, a liczbę sympatyków organizacji szacował na 100 tysięcy[35]
- pod koniec lat 80. policja szacowała liczbę członków RAF-u na 20 aktywistów wspieranych przez 200 zwolenników[30].

## Relacje z innymi grupami terrorystycznymi
Frakcja Czerwonej Armii utrzymywała kontakty z organizacjami terrorystycznymi spoza RFN, były to: Czerwone Brygady, Akcja Bezpośrednia, Ludowy Front Wyzwolenia Palestyny, Walczące Komórki Komunistyczne i Grupy Oporu Antyfaszystowskiego 1 Października. W 1984 roku RAF była współtwórczynią tzw. Międzynarodówki Terrorystycznej, do której weszły też ugrupowania z Belgii, Francji, Portugalii i Włoch. Członkowie koalicji określali się jako koalicję przeciwników NATO, walczącą z uciskiem na świecie.
Okazjonalnie RAF współpracowała z zachodnioniemieckim Ruchem 2 Czerwca. Działacze obu organizacji wspólnie odbili dwie więzione członkinie RAF-u. Do trwałej współpracy jednak nie doszło ze względu na różnice ideologiczne.

## Wsparcie zagraniczne
W 1970 roku przywódcy RAF odbyli szkolenie w Jordanii. Szkolenia zorganizowane zostały przez Organizację Wyzwolenia Palestyny.
Frakcja Czerwonej Armii wspierana była przez rząd NRD. Stasi pozwalała terrorystom swobodnie przekraczać granicę Niemiec Wschodnich. Służby NRD oferowały ukrywającym się terrorystom nową tożsamość i miejsca pracy. W lecie 1990 roku aresztowano 10 byłych terrorystów RAF-u mieszkających w ówczesnej NRD pod fałszywymi nazwiskami (między innymi Silke Maier-Witt). Ugrupowanie otrzymywało też wsparcie ze strony reżimu Mu’ammara al-Kaddafiego z Libii.

## Ideologia

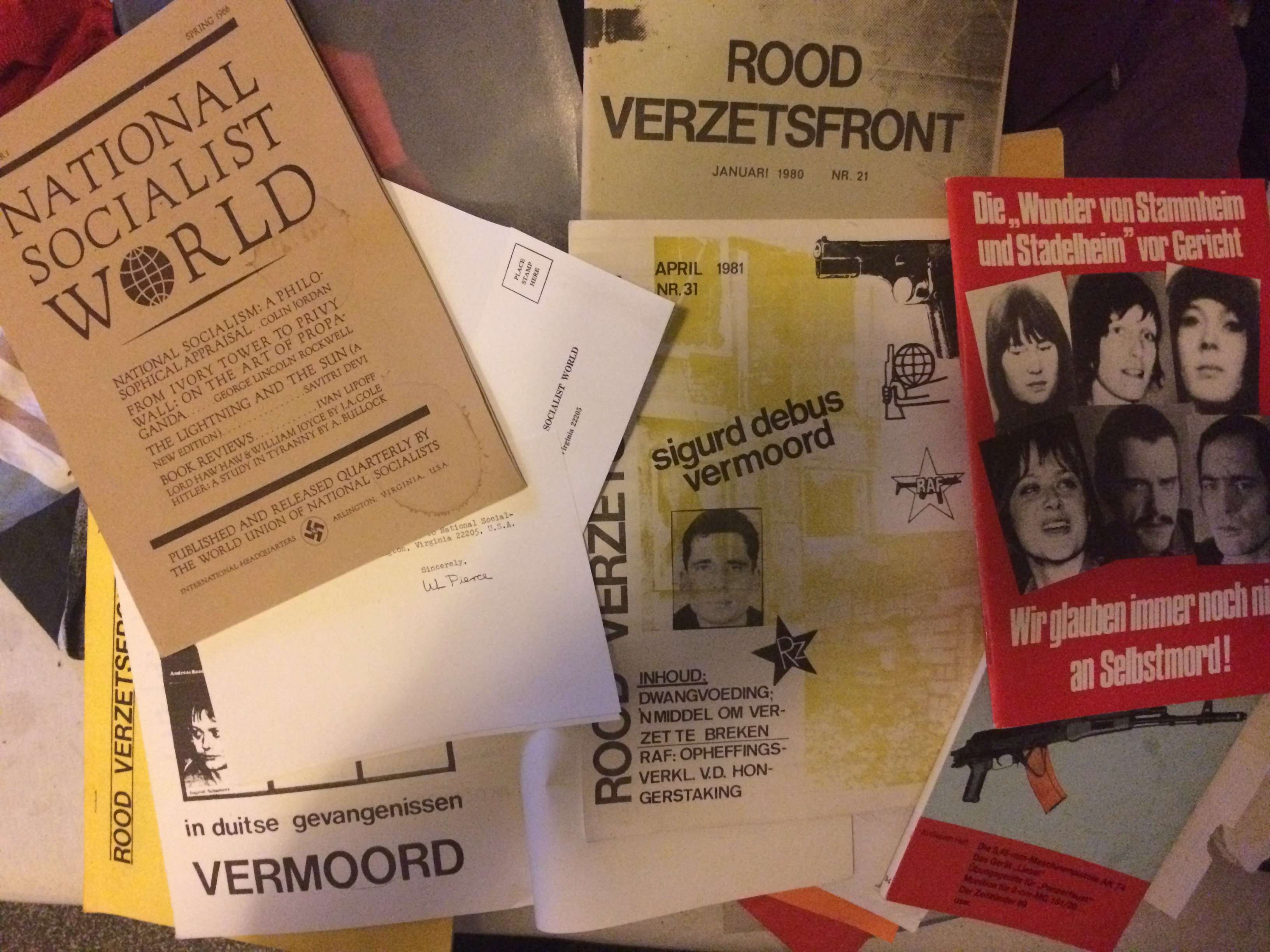
Materiały propagandowe między innymi RAF-u

Ideologia RAF-u była mieszaniną maoistowskiego wariantu marksizmu i anarchizmu. Silnie akcentowana była przez nią potrzeba prowadzenia walki zbrojnej. RAF uznała niemieckich robotników za poddanych wpływom burżuazyjnym, za warstwę która przestała stanowić siłę rewolucyjną, a stała się siłą reakcyjną. Organizacja uważała się za „V kolumnę III Świata”. Bazą werbunkową grupy miał być lumpenproletariat.
Poza ogólnymi sformułowaniami, cele RAF-u nigdy nie zostały sprecyzowane. Przeciwna była kapitalistycznemu ustrojowi RFN oraz wroga Stanom Zjednoczonym, których politykę uważała za imperialistyczną.

## Naśladowcy
Utworzony w Heidelbergu w lutym 1970 roku przez doktora Wolfganga Hubera Socjalistyczny Kolektyw Pacjentów (Sozialistisches Patientenkollektiv) latem tego roku zaczął głosić terapię poprzez przemoc. Na początku 1971 r. przystąpił do organizowania zamachów bombowych na koszary amerykańskie. Grupa została rozbita w czerwcu 1971 roku.
W latach 1992–1996 w Niemczech działały terrorystyczne Komórki Antyimperialistyczne. Organizacja ta naśladowała RAF, jednak wzbraniała się od zabijania.